# ورزشگاه کاسام
ورزشگاه کاسام (به انگلیسی: Kassam Stadium) نام ورزشگاه اختصاصی باشگاه آکسفورد یونایتد در شهر آکسفورد از توابع کشور انگلستان است.
این ورزشگاه از سال ۲۰۰۱ زمین خانگی باشگاه آکسفورد یونایتد می‌باشد و ظرفیت آن ۱۲٬۵۰۰ نفر است.
ورزشگاه کاسام، چهل و هشتمین ورزشگاه بزرگ در انگلستان می باشد.